# Eva-Lotta Brakemeier
Eva-Lotta Brakemeier (* 1976 in Detmold) ist eine deutsche Psychologin und Hochschullehrerin. Sie leitet den Lehrstuhl für Klinische Psychologie und Psychotherapie an der Universität Greifswald.

## Leben und Wirken
Brakemeier legte 1995 das Abitur am Christian-Dietrich-Grabbe-Gymnasium in Detmold ab und studierte anschließend Musik im Hauptfach Querflöte mit Abschluss als Diplom-Musikerin an der Musikhochschule Weimar. Es folgte 1998 ein Studium der Psychologie an der Freien Universität Berlin, das sie als Diplom-Psychologin abschloss. Ihre Diplomarbeit mit dem Titel Depression in old age: Associations between social support and well-being schrieb sie am Berliner Max-Planck-Institut für Bildungsforschung. Von 2001 bis 2007 wurde sie durch die Studienstiftung des deutschen Volkes gefördert.
Im Jahr 2007 erlangte sie nach der Ausbildung bei der Deutschen Gesellschaft für Verhaltenstherapie die Approbation zur Psychologischen Psychotherapeutin mit der Fachkunde Verhaltenstherapie. Ihre Promotion erfolgte 2009 an der Humboldt-Universität zu Berlin. Das Thema ihrer Dissertation lautete Optimierung der repetitiven transkraniellen Magnetstimulation (rTMS) als Behandlung von Depressionen: Welche Faktoren prädizieren ein Ansprechen?.
Von 2007 bis 2012 arbeitete Brakemeier als Stationspsychologin und wissenschaftliche Mitarbeiterin am Universitätsklinikum Freiburg. Von 2012 bis 2016 hatte sie eine Professur für Klinische Psychologie und Psychotherapie, Schwerpunkt Verhaltenstherapie an der Psychologischen Hochschule Berlin (PHB) inne. Von 2016 bis 2019 hielt sie an der Universität Marburg die Stiftungsprofessur für Psychotherapieforschung.
Seit 2019 ist Brakemeier Universitätsprofessorin an der Universität Greifswald, Lehrstuhl für Klinische Psychologie und Psychotherapie, wo sie zudem als Direktorin das Zentrum für Psychologische Psychotherapie (ZPP) leitet.
Brakemeier ist Präsidentin des 2. Deutschen Psychotherapie Kongresses. Seit Februar 2024 ist sie Mitglied im Wissenschaftsrat der Bundesregierung und seit September 2024 Präsidentin der Deutschen Gesellschaft für Psychologie.

## Forschungsinteressen
Eva-Lotta Brakemeier legt in der Psychotherapieforschung besonderes Gewicht auf die Verbindung von Forschung und Praxis sowie auf die Vermittlung zwischen den unterschiedlichen Psychotherapieschulen. Während ihrer Zeit an der Universitätsklinik Freiburg widmete sie sich der Psychotherapie von Patienten mit langanhaltenen Depressionen. Zusammen mit Kollegen entwickelte sie das stationäre integrative CBASP Konzept (Cognitive Behavioral Analysis System of Psychotherapy), welches als Behandlungsform in Kliniken in Freiburg eingeführt und evaluiert wurde. Sie ist seit 2016 die Leiterin der Arbeitsgemeinschaft „CBASP im stationären Setting“ im CBASP-Network e.V. Zudem praktiziert und beforscht sie die Interpersonelle Psychotherapie, welche sie 2015 in einem Berliner Modellprojekt für Geflüchtete aus Syrien und 2022 für Schutzsuchende aus der Ukraine modifizierte. Für dieses Engagement erhielt sie im Oktober 2022 den Disseminationspreis der Deutschen Gesellschaft für Interpersonelle Psychotherapie.
Mit einer mechanismenbasierten personalisierten Psychotherapie verfolgt sie das Ziel, durch das Verstehen psychopathologischer Mechanismen und psychotherapeutischer Prozesse, Psychotherapie gezielter an die Bedürfnisse und Probleme der Patienten anzupassen. Entsprechend entwickelte sie mit ihrem Team am Zentrum für Psychologische Psychotherapie das Greifswalder Psychotherapie Navigator System. Seit Juni 2022 ist sie Sprecherin der Interessengruppe „Evidenzbasierte Personalisierte Psychotherapieforschung“ der Fachgruppe Klinische Psychologie und Psychotherapie der Deutschen Gesellschaft für Psychologie, die sie gemeinsam mit Wolfgang Lutz initiiert hat und leitet.
Wichtig ist ihr die Verflechtung der Hochschule mit Gesellschaft und Politik durch Verantwortungsübernahme im Kontext von gesellschaftlichen Krisen. Dazu initiierte sie psychologische Hilfsprojekte im Kontext der aktuellen globalen Krisen wie dem Klimawandel, dem Angriffskrieg auf die Ukraine und der COVID-19-Pandemie. Im Oktober 2021 rief sie in Greifswald den Verein „Gemeinsam für psychische Gesundheit“ ins Leben, die sich folgende Ziele gesetzt hat: 1. informieren, vorsorgen und entstigmatisieren; 2. unterstützen und begleiten sowie 3. verbinden und netzwerken.

## Veröffentlichungen (Auswahl)
- mit Angela Buchholz: Die Mauer überwinden. Wege aus der chronischen Depression. Beltz, Weinheim 2013, ISBN 978-3-621-28085-3.
- Schwierige Situationen in der modernen Psychotherapie: CBASP, DBT, MBT und Schematherapie. Beltz Video-Learning, Beltz, Weinheim 2019.
- mit Anne Guhn und Stephan Köhler: Kiesler-Kreis Training. Manual zur Behandlung interpersoneller Probleme. Beltz, Weinheim 2019, ISBN 978-3-621-28653-4.
- mit Anne Guhn und Claus Normann: Praxisbuch CBASP. Behandlung chronischer Depression und Modifikationen für weitere interpersonelle Störungen. 2. überarbeitete und erweiterte Auflage, Beltz, Weinheim 2021, ISBN 978-3-621-28461-5.
- als Hrsg. mit Michael Bauer, Anne Berghöfer, Mazda Adli: Therapieresistenz bei Depressionen und bipolaren Störungen. Springer, Berlin 2023, ISBN 978-3-662-65733-1.